# Tagensbo Sogn
Tagensbo Sogn er et sogn i Bispebjerg-Brønshøj Provsti (Københavns Stift). Sognet ligger i Københavns Kommune. I Tagensbo Sogn ligger Tagensbo Kirke.